# Nest ferch Cadell
Nest ferch Cadell est réputée être une fille de Cadell ap Brochfael, un roi de Powys du VIIIe siècle, qui aurait été l'épouse de  Merfyn Frych ap Gwriad roi de Gwynedd, et la mère de Rhodri Mawr, roi de Powys et de  Gwynedd.

## Problématique
Dans ce contexte après la mort de son frère  Cyngen ap Cadell en 855, la souveraineté sur le Powys serait passée à son fils 
Rhodri qui avait antérieurement hérité du royaume de Gwynedd à la mort de son père en 844 et qui réunit ainsi le royaume de Powys et le royaume de Gwynedd
Toutefois les conditions dans lesquelles l'héritage du Powys passe de Nest à son fils plutôt qu'aux fils de  Cyngen: Elisedd ap Cyngen, Ieuaf ap Cyngen, Aeddan ap Cyngen, et Gruffudd ap Cyngen ne sont pas clairement établies. Les textes légaux gallois subsistants n'ont pas été rédigés avant le début du XIIe siècle, mais ils indiquent clairement qu'une femme à la capacité de transmettre légalement un titre royal ou seigneurial. De plus bien que la généalogie incluse dans un  manuscrit MS du Jesus College d'Oxford établit que Nest est la mère de Rhodri Mawr, une autre généalogie dans un manuscrit du XIVe siècle le Mostyn MS 117, actuellement à la National Library of Wales rapporte que sa mère est Essyllt ferch Cynan. Il n'y a pas de raison pour privilégier l'un ou l'autre manuscrit, mais il est raisonnable de penser que la maison royale de Gwynedd soutenait le point de vue que le royaume de Powys était passé à Rhodri Mawr du droit de sa mère légitimant ainsi son contrôle sur ce dernier.En d'autre terme, cette possible manipulation généalogique devient le cœur de l'histoire de l'unification des deux royaumes
La plupart des chercheurs reconnaissent désormais que la mère de Rhodri est Essylt la fille de  Cynan Dindaethwy ap Rhodri, dernier roi de la maison de Cunedda. Le pseudo mariage de Nest avec Merfyn ou Rhodri étant simplement une rumeur répandue et enregistrée par les partisans de Gwynedd pour rabaisser les rois de Powys et de réclamer la souveraineté sur eux. Le royaume de  Gwynedd est considéré comme étant dévolu en ligne cognatique part le droit des femmes de Essylt à Merfyn, son époux puis à leur fils  Rhodri après la mort de Merfyn, de même en faveur de Rhodri c'est du droit de son épouse Angharad fille de  Meurig ap Dyfnwallon roi de Seisyllwg que
lorsque son frère Gwgon ap Meurig se noie sans héritier, ses domaines reviennent à Rhodri puis à leur fils Cadell ap Rhodri qui hérite de son père du droit de sa mère.
En fait le personnage historique de Nest ferch Cadell qui est abusivement inséré dans la lignée de Rhodri afin d'assurer la souveraineté du Gwynedd sur le Powys est une fille de Cadell ap Brochfael II de Powys  qui fut mariée à Gwerstan fils de Gwaithfoed qui sont les parents de Cynfyn ap Gwerstan dont le fils Bleddyn ap Cynfyn est le fondateur de la maison de médiévale de Powys dite de Mathrafal.